# Termit (masiv)
Termit je planinski masiv u jugoistočnom Nigeru.
Sjeverna područja masiva Termit, zovu se Gossololom i sastoje se od crnih vulkanskih vrhova koji se uzdižu iz okolnih pješčanih dina. Južni dio masiva Termit sastoji se od jako nagriženih crnih pješčenjaka. U njegovu podnožju na jugozapadu su brda Koutous.
Mali broj stanovnika, koji žive na masivu Termit uglavnom su nomadi pripadnici etničke grupe Toubou naročito na sjeveru i istoku, dok su pripadnici Tuarega i Diffa Arapa na zapadu. Postoji nekoliko stalnih naselja u tom području.
Na području masiva nalazi se "Rezervat masiva Termit" na 700,000 hektara. Tamo žive ugrožene antilope.
Godine 2006., vlada Nigera predložila je ovo područje kao kandidata za UNESCO-ovu svjetsku baštinu.